# Бенавенте (Португалія)
Бенаве́нте (порт. Benavente; МФА: [bɨ.nɐ.ˈvẽ.tɨ], Бинаве́нти) — муніципалітет і містечко в Португалії, в окрузі Сантарен. Розташований у західній частині країни, на теренах історичної португальської провінції Ештремадура. Належить до Сантаренської діоцезії Католицької церкви в Португалії. Права міського самоврядування має з 1200 року. Поділяється на 4 парафії. За адміністративним поділом, чинним до 1976 року, був складовою провінції Рібатежу. Площа муніципалітету — 521,38 км², населення муніципалітету — 29019 ос. (2011); густота населення — 55,66 осіб/км²
. Патрон — Діва Марія. Святковий день муніципалітету — 1-й четвер після Вознесіння. Поштовий індекс — 2130.  Код місцевої адміністративної одиниці — 1405. Складова статистичного регіону Алентежу.

## Географія
Бенавенте розташоване на заході Португалії, на південному заході округу Сантарен.
Бенавенте межує на північному сході — з муніципалітетом Салватерра-де-Магуш, на сході — з муніципалітетом Коруше, на південному сході — з муніципалітетом Монтіжу, на півдні — з муніципалітетами Палмела і Палмела, на північному заході — з муніципалітетами Віла-Франка-де-Шира і Палмела.

## Історія
1200 року португальський король Саншу I надав Бенавенте форал, яким визнав за поселенням статус містечка та муніципальні самоврядні права.

## Населення
| Кількість мешканців | Кількість мешканців | Кількість мешканців | Кількість мешканців | Кількість мешканців | Кількість мешканців | Кількість мешканців | Кількість мешканців | Кількість мешканців | Кількість мешканців | Кількість мешканців | Кількість мешканців | Кількість мешканців | Кількість мешканців | Кількість мешканців | Кількість мешканців |
| ------------------- | ------------------- | ------------------- | ------------------- | ------------------- | ------------------- | ------------------- | ------------------- | ------------------- | ------------------- | ------------------- | ------------------- | ------------------- | ------------------- | ------------------- | ------------------- |
| 1864                | 1878                | 1890                | 1900                | 1911                | 1920                | 1930                | 1940                | 1950                | 1960                | 1970                | 1981                | 1991                | 2001                | 2011                |                     |
| 5 095               | 5 291               | 5 745               | 6 413               | 7 776               | 6 874               | 8 733               | 9 845               | 11 726              | 11 631              | 12 735              | 16 306              | 18 335              | 23 257              | 29 019              |                     |